# Neuwerkkirche Goslar

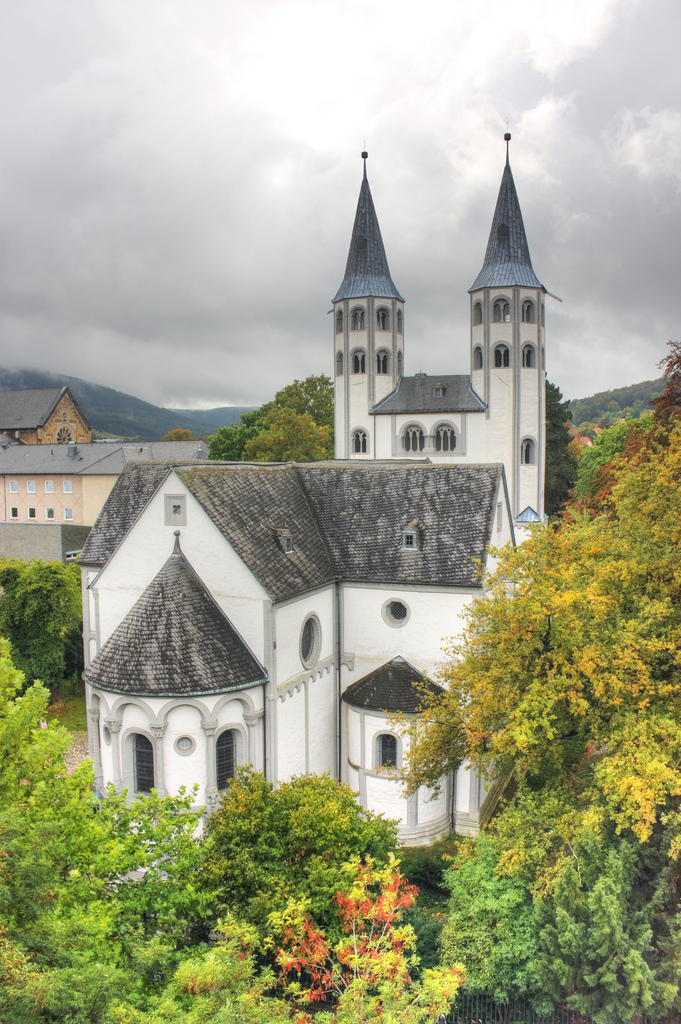
Nordostseite

Die Neuwerkkirche ist eine ehemalige Klosterkirche aus dem 12. Jahrhundert in Goslar. Heute dient sie als evangelische Pfarrkirche. Der romanische Bauzustand der Entstehungszeit ist in allen Teilen erhalten.

## Geschichte
Der kaiserliche Vogt Volkmar und seine Frau Helena gründeten im letzten Viertel des 12. Jahrhunderts ein Nonnenkloster außerhalb der mittelalterlichen Stadtbefestigung von Goslar und statteten es mit umfangreichen Ländereien im Umfeld von Goslar aus. Eine Altarweihe im Kloster ist für den 1. Januar 1186 belegt. In diesem Jahr kam auch die erste Äbtissin, Antonia, mit zwölf Nonnen aus Ichtershausen in Thüringen. 1188 privilegierte Kaiser Friedrich I. Barbarossa das Stift, unter anderem durfte es einen eigenen Vogt wählen. Klosterkirche war die Stiftskirche St. Maria in horto (Heilige Maria im (Rosen-)Garten), die heutige Neuwerkkirche. Die Umbenennung fand schon Anfang des 13. Jahrhunderts statt – warum ist unbekannt.
Der Konvent lebte zunächst nach Zisterzienserregeln, obwohl er dem Orden nicht angehörte, später neigte er den Benediktinerinnen zu: Der Hohe Chor wurde dem Heiligen Benedikt und seiner Schwester, der Heiligen Scholastika geweiht. Auch viele Details der Architektur sind für eine Zisterzienser-Kirche undenkbar: Die Apsis des Chors ist ausgemalt, die Westfassade hat zwei Türme, die Kirche weist reiche Dekorationen auf. Das prosperierende Kloster geriet allein schon wegen seines umfangreichen Landbesitzes in Konflikt mit der Stadt und anderen angrenzenden Landesherren, erlebte aber auch eine wirtschaftliche Blüte, die sich in der reichen Ausstattung der Anlage – die Ausmalung der Kirche und das Goslarer Evangeliar stammen aus dieser Zeit – niederschlug.
Die Kirche wurde im Wesentlichen in zwei Bauphasen errichtet. Die ältere umfasst Chor und Querhaus, die zweite Westwerk und Hauptschiff. Dieser zweite Bauabschnitt wurde offensichtlich von Westen und mit einem Messfehler begonnen, denn beim Anschluss an das ältere Querhaus war der Sockel auf der Nordseite 20 cm, auf der Südseite 50 cm höher als der des ersten Bauabschnitts. Um 1220/30 war die Kirche – bis auf die Türme – vollendet.
Ab dem 14. Jahrhundert gelang es der Stadt Goslar schrittweise, die Rechte des Vogts des Klosters auf städtischerseits ernannte Prokuratoren zu übertragen, so dass das Stift in weltlichen Angelegenheiten zunehmend von der Stadt abhängig war. Die Nonnen führten ein zunehmend freizügigeres Leben: Eine Visitation 1475 kritisierte luxuriöse Kleidung und sogar Herrenbesuch sei empfangen worden!
In der Reformation blieb das das Kloster zunächst römisch-katholisch, während die Stadt letztendlich lutherisch wurde. Als die Schweden Goslar im Dreißigjährigen Krieg 1631 besetzten, floh der Konvent. 1667 wurde das Stift in ein evangelisches Damenstift umgewandelt. Mit dem Verlust der Reichsfreiheit 1802 kam Goslar an das Königreich Preußen, das Christian von Dohm als Verwalter einsetzte. Der führte die Vermögen von Domstift, dem Stift St. Peter und Paul sowie dem Neuwerk-Stift zusammen und bildete daraus einen Kirchen- und Schulfonds. Neuwerk wurde darin eine Versorgungsanstalt für die unverheirateten Töchter von Goslarer Pfarrern, Lehrern und hohen städtischen Beamten. Diese Einrichtung wurde erst 1969 aufgelöst. Im Nationalsozialismus war die Kirche eine „Weihestätte des deutschen Volkes“, seit 1964 Pfarrkirche des ehemaligen evangelisch-lutherischen Kirchengemeindebezirks Markt-Georgenberg.
1993 bis 2002 fand eine umfassende Sanierung der Kirche statt.
Die Kirche ist Start- bzw. Endstation des Harzer Klosterwanderwegs.

## Kirchengebäude

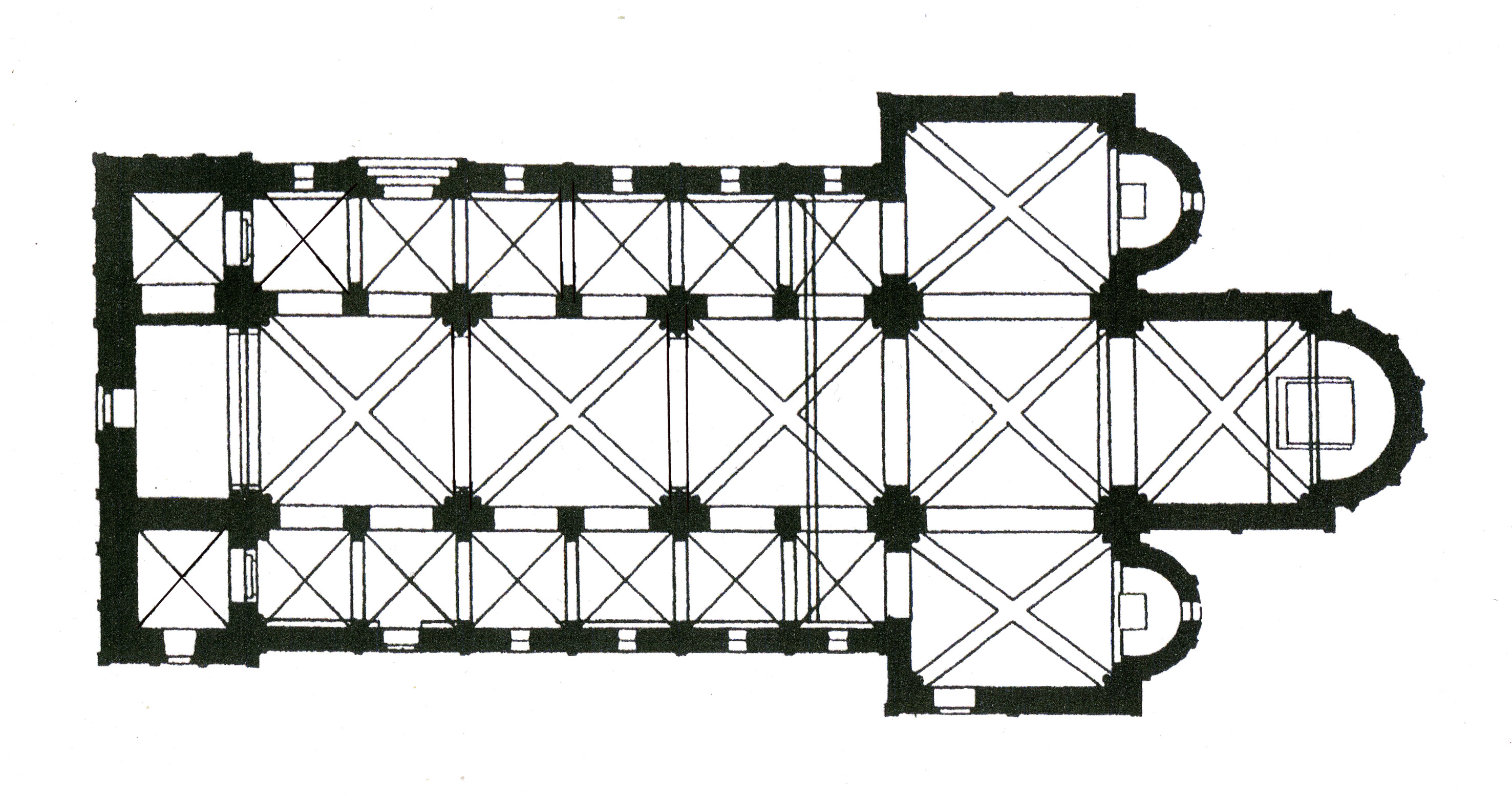
Grundriss

### Äußereres
Die Neuwerkkirche ist eine kreuzförmige, gewölbte dreischiffige Basilika. Das Mauerwerk besteht aus verputztem Bruchstein. Das Westwerk überragen zwei oktogonale Türme. Das Hauptportal liegt an der Nordseite und zeigt eine reiche Profilierung. Das Langhaus besteht aus drei Jochen und ist im gebundenen System ausgeführt. Östlich schließen sich das Querhaus und der Chor an, der ebenso wie die beiden Seitenschiffe mit je einer nach Osten ausgerichteten Apside schließt.
Die Querhausapsiden sind durch Lisenen und Gesimse einfach gegliedert. Die zweigeschossige Hauptapsis zeigt eine reichere Gliederung: Sie weist im unteren Bereich Halbsäulen und einen Rundbogenfries auf. Im oberen Bereich wird eine Blendarchitektur von freien Säulen gestützt. Kapitelle und Schäfte der Säulen sind äußerst vielgestaltig ausgeführt.

### Inneres

#### Architektur
Romanische Rippen- und Gurtbögen bestimmen das Mittelschiffgewölbe. Die Dienste vor den Hauptpfeilern setzen sich in den Rippen und Gurtbögen des Gewölbes fort. Auffällig sind die unterschiedlichen Kämpferhöhen. Die kleineren Zwischenpfeiler, die das kreuzgratgewölbte Seitenschiff vom Mittelschiff abtrennen, sind an den Kanten mit Säulchen versehen.
Die Kirche weist einige architektonische Besonderheiten auf: An den vier Hauptpfeilern des Mitteljochs wölbt sich im oberen Teil die Dienste der jeweils vordere plastisch als Öse vor. Diese Ösen sind mit symbolischen Darstellungen versehen: An der Südseite das Böse (westlich der Teufel und östlich ein Ouroboros, eine Schlange, die sich in den eigenen Schwanz beißt) und im Norden das Gute (westlich ein gesegneter Simson und östlich ein Siegerkranz).
Am südlichen Mittelpfeiler der Westjochbögen befindet sich das Halbrelief eines Engels (um 1200). Er hält ein Spruchband mit dem Leoninischen Hexameter:
Miri facta vide
laudando viri lapicide
„Betrachte mit Loben die Werke des erstaunlichen Steinmetzen“;

und zu seinen Füßen steht auf der Konsole der Name des Künstlers (im Genitiv) Wilhelmi.

#### Wandmalerei

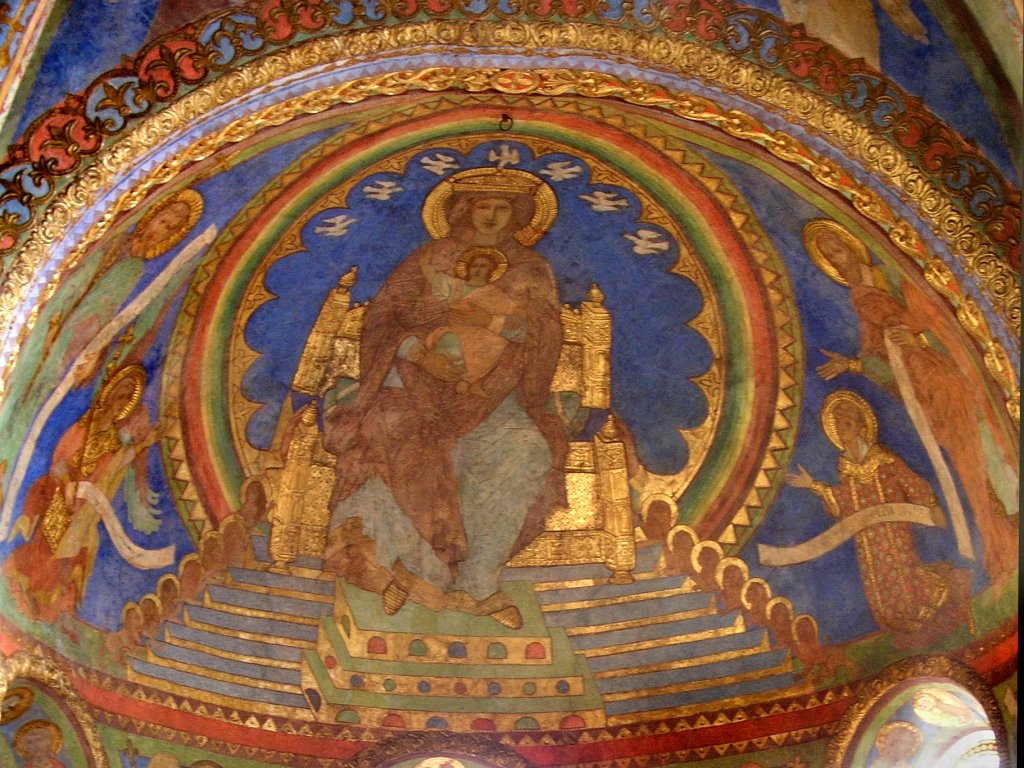
Hauptapsis: Maria auf dem salomonischen Thron

Die Wandmalereien stammen im Prinzip aus dem 13. Jahrhundert. Sie wurden 1874/75 freigelegt und ergänzt. Nachrestaurierungen 1950 und 2001/02 haben versucht, das mittelalterliche Grundkonzept wieder herzustellen. In der Wölbung der Hauptapsis ist der segnende Christus auf dem Schoß seiner Mutter dargestellt. Der Thron, auf dem beide sitzen, steht auf den sieben Stufen der Seligkeit. Zwölf Löwen befinden sich an den Stufenenden. Die beiden Löwen neben dem Thron stellen den Erzengel Gabriel und den Evangelisten Johannes dar. Über dem Kopf der Madonna schweben sieben Tauben, die die Gaben des Heiligen Geistes darstellen. Flankiert wird die Szene von Petrus und Paulus sowie zwei knienden Figuren, einem Erzengel und dem Protomärtyrer Stephanus.

### Ausstattung

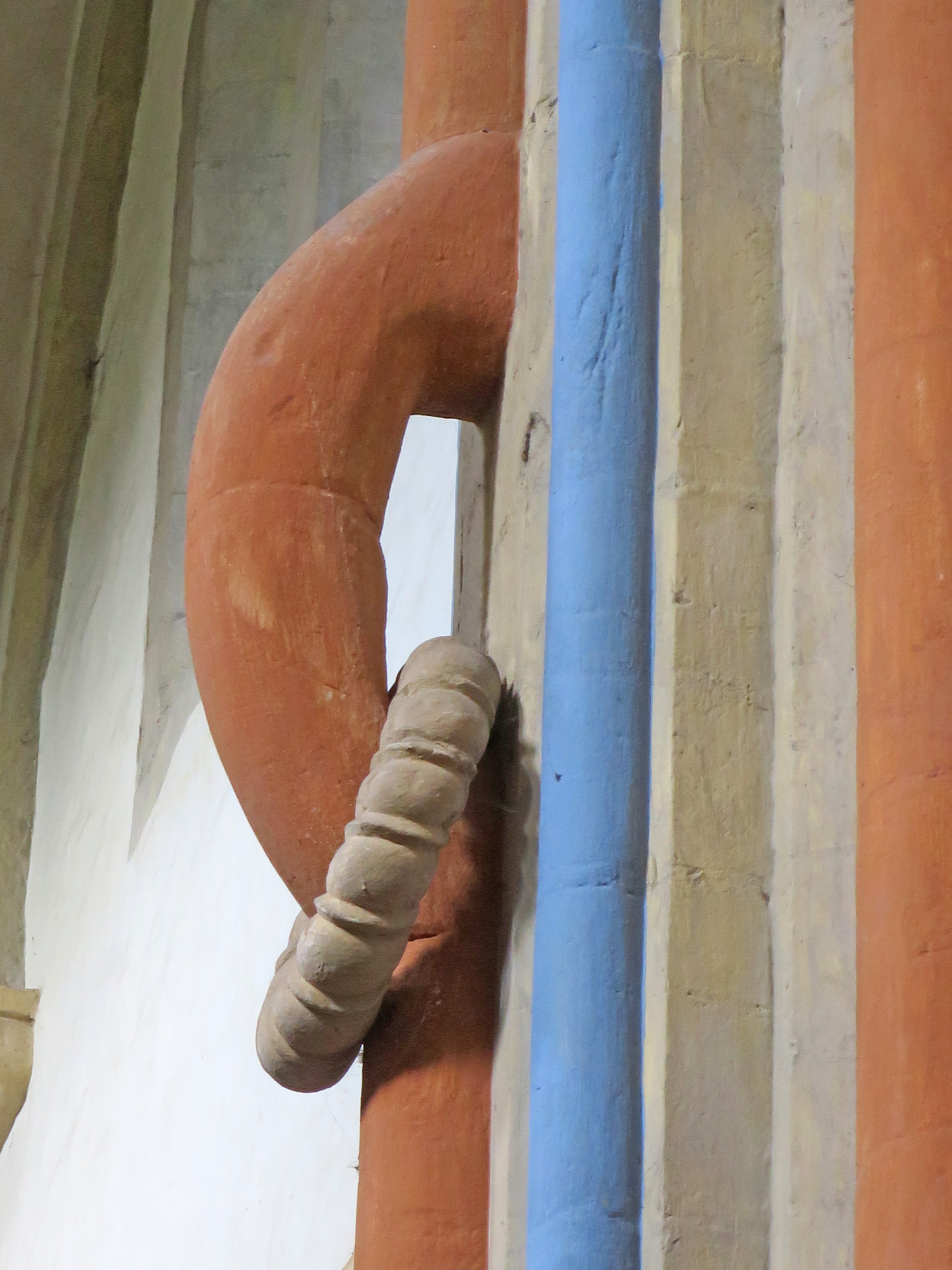
„Öse“ am Pfeiler der Nordwand des Mittelschiffs mit Siegerkranz

- Das Triumphkreuz vom Anfang des 16. Jahrhunderts ist 3,20 m hoch, Haare und Dornenkrone bestehen aus Naturmaterial.[17]
- Das Sandsteinrelief an der Westseite des nördlichen Seitenschiffs aus dem 15. Jahrhundert zeigt den Abschied Christi von seiner Mutter am Gründonnerstag.[18]
- Der ehemalige Lettner aus dem 13. Jahrhundert wurde 1843 ausgebaut[19] und wird heute als Orgelempore zweitverwendet. Er besitzt eine Kanzel. Sie trägt Stuckreliefs: Christus als König überreicht Maria die Himmelskrone.[20]
- Ein segnender Christus (um 1240) ist im Gurtbogen zwischen dem westlichen und dem mittleren Joch des Hauptschiffs dargestellt.[21]
- Das Grabmal der Klosterstifter aus der Mitte des 15. Jahrhunderts ersetzte eine ursprünglich romanische Grabplatte. Es zeigt den kaiserlichen Vogt Volkmar und seine Frau Helena. Das Grab befand sich ursprünglich in der Mitte der Vierung. In den 1960er Jahren wurde das Grabmal vor die Apsis des nördlichen Querschiffs versetzt, wobei sich herausstellte, dass das Grab selbst ausgeräumt war.[22]
- Ein Sakramentshäuschen von 1483 steht auch an der nördlichen Seite der Hauptapsis.[23]
- In der Apsis des südlichen Seitenschiffs steht eine Pietà von 1476.[24]
- In der Apsis des nördlichen Seitenschiffs steht eine weitere Pietà, die wahrscheinlich etwas älter ist.[25]

## Orgel
Die Orgel wurde 1972 von Rudolf von Beckerath erbaut und umfasst 26 Register. Sie wurde von Helmut Walcha eingeweiht.

## Glocken
Im Turmbau der Neuwerkkirche hängen fünf mittelalterliche Glocken, eines der ältesten Geläute in Deutschland.
| Nr. | Nominal | Durchmesser | Gewicht  | Gussjahr  |
| --- | ------- | ----------- | -------- | --------- |
| 1   | e'-10   | 1300 mm     | 1.575 kg | ≈ 1300    |
| 2   | a'-5    | 1192 mm     | 1.071 kg | ≈ 1314    |
| 3   | es''-1  | 640 mm      | 210 kg   | ≈ 13. Jh. |
| 4   | f''-3   | 695 mm      | 323 kg   | ≈ 1200    |
| 5   | as''-2  | 620 mm      | 234 kg   | ≈ 1200    |

## Stiftsgebäude
Von den mittelalterlichen Gebäuden des Stifts ist außer der Kirche sichtbar nichts erhalten. Die heutigen Gebäude, die ehemals dem Stift dienten, stammen alle aus dem 18. Jahrhundert.